# Valentino Bilić Prcić
Valentino Bilić Prcić (Imotski, 9. rujna 1967.), hrvatski fotograf. Živi i radi u Splitu.

## Životopis
Školovao se u Centru za umjetnost i kulturu u Splitu, smjer fotografije. Maturirao 1986. na temu modne fotografije. Od 1985. član  Fotokluba Split, a od 1987. i član Kinokluba Split. 
Član Hrvatske zajednice samostalnih umjetnika (HZSU) i Hrvatske udruge likovnih umjetnika Split (HULU), Izvršnog odbora Fotokluba Split, upravnog odbora Hrvatskog fotosaveza i upravnog vijeća Multimedijalnog kulturnog centra, Split. Predsjednik je Vijeća u kulturi za film i medijsku djelatnost grada Splita.
2004. – 2005. suradnik modne revije Mila i magazina Cosmopolitan.
2007. – 2013. koordinator / organizator izložbe World Press Photo i međunarodnih radionica za fotografe u Splitu. 
Izlagao na 19 samostalnih izložbi fotografija i na brojnim skupnim izložbama. 
Živi i radi u Splitu.
Nagrade
2011. Godišnja nagrada Hrvatskog fotosaveza za osobite rezultate postignute u razvoju i   
          promicanju fotografske djelatnosti
2011. Jedna od tri jednakovrijedne nagrade za rad Bolesno, 37. Splitski salon, Split
2011. 3. nagrada na 3. Međunarodnom festivalu umjetničkih zastavica (s Đurđicom Katić,   
          15. Međunarodni ulični festival Cest is d'best), Zagreb
2009. Jedna od tri jednakovrijedne nagrade za rad Novi, 36. Splitski salon, Split
2009. Zlatna plaketa Hrvatskog fotosaveza za kolekciju fotografija Sjećam se... ljeto, 
          Izložba Hrvatska fotografija 2009., Galerija starih i novih majstora, Gradski muzej
          Varaždin, Varaždin  
2008. Pohvala na izložbi Minijature, 3. salon fotografije Beli Manastir, Beli Manastir
2001. Nagrada za kolekciju na Otvorenoj izložbi fotografije, Galerija fotografije Fotokluba 
          Split, Split
1988. Nagrada za kolekciju na 20. Općinskoj izložbi, Galerija fotografije Fotokluba Split,    
          Split